# Cássia (kommun)
Cássia är en kommun i Brasilien.   Den ligger i delstaten Minas Gerais, i den sydöstra delen av landet, 500 km söder om huvudstaden Brasília. Antalet invånare är 17 428. Arean är 644 kvadratkilometer.
Terrängen i Cássia är kuperad västerut, men österut är den platt.
Följande samhällen finns i Cássia:
- Cássia

Omgivningarna runt Cássia är huvudsakligen savann. Runt Cássia är det ganska glesbefolkat, med 40 invånare per kvadratkilometer.